# Jeremy Sisto
Jeremy Merton Sisto (Grass Valley, California, 6 de octubre de 1974), más conocido como Jeremy Sisto, es un actor estadounidense.

## Biografía
Jeremy Sisto nació en Grass Valley, California, hijo de Reedy Gibbs, actriz, y Richard «Dick» Sisto, músico de jazz y educador. Se crio en la parte baja de Sierra Nevada, hasta la separación de sus padres. Sisto vivía con su madre y su hermana (ambas actrices) y tuvo sus primeras experiencias como actor después de mudarse a Chicago a la edad de seis años. El papel de Jeremy y Meadow como espectros en la adaptación del Goodman Theater de A House Not Meant to Stand, de Tennessee Williams, los llevó a trabajar en teatro con otras instituciones de Chicago como la Absolute Theater Company y el Cherry Street Theater.Apareció en la película Grand Canyon mientras cursaba el bachillerato. A pesar de su bajo rendimiento académico en el instituto, Sisto fue admitido en la Universidad de California en Los Ángeles (UCLA) con la condición de firmar una especie de declaración de confidencialidad para mantener en secreto su aceptación a menos que se convirtiera en un actor conocido. Sin embargo, su carrera despegó, no asistió a la UCLA (ni a ninguna otra universidad) y comenzó a actuar a tiempo completo.

## Trayectoria
Sisto debutó en el cine en 1991 con la película Grand Canyon, protagonizada por Kevin Kline y Steve Martin. A continuación intervino en los telefilmes Desperate Choices: To Save My Child (1992) y The Shaggy Dog (1994). Al principio de su carrera en cine y televisión, Sisto interpretó a un asesino en Hideaway (1995); a un adolescente rico en Clueless (1995); a un secuestrador veinteañero en Suicide Kings (1997); al corredor de fondo Frank Shorter, medalla de oro olímpica, en Without Limits (1998); a Jesucristo en la miniserie de la CBS Jesús (1999); y a un cineasta viudo en This Space Between Us (1999). También ha protagonizado las películas Moonlight and Valentino (1995), White Squall (1996), Bongwater (1997), Some Girl (1998) y Playing by Heart (1998). En 1996, Sisto hizo una prueba de pantalla para el personaje de Jack Dawson en la película de James Cameron Titanic junto a Kate Winslet, pero finalmente perdió el papel ante Leonardo DiCaprio. En 1998, interpretó a Frederick W. Seward en la película para televisión de TNT The Day Lincoln Was Shot.
De 2001 a 2005, interpretó a Billy Chenowith en la serie dramática de HBO Six Feet Under. Por este trabajo, fue nominado dos veces al Premio del Sindicato de Actores de la Pantalla a la Mejor Interpretación de un Conjunto en una Serie Dramática, junto con sus compañeros de reparto. Sisto protagonizó en 2001 la película Angel Eyes, junto a Jennifer López. En 2003, Sisto protagonizó la película de drama Thirteen, la comedia romántica The Movie Hero y la película de terror Wrong Turn. Ese mismo año, también apareció en el final de la serie Dawson's Creek, de la cadena The WB. A continuación, Sisto actuó en Los Ángeles, interpretando el papel del intolerante sureño Shane Mungitt en la obra de Richard Greenberg Take Me Out, sobre un jugador de béisbol que anuncia que es gay. Sisto fue nominado a un premio del Círculo de Críticos Dramáticos de Los Ángeles por su papel.
En 2006, actuó en la obra de Broadway Festen, en el Music Box Theatre. Ese mismo año, protagonizó la breve serie dramática de la NBC Kidnapped, la película de terror y misterio Population 436 y la película de suspense Unknown. En julio de 2007, Sisto apareció en el vídeo de Maroon 5 para la canción «Wake Up Call». Interpretó a un hombre que se acostaba con la novia de Adam Levine. Ese mismo año, apareció como Earl Hunterson junto a Keri Russell en la comedia-drama Waitress.
En 2008, Sisto se unió al reparto de la serie policíaca de la NBC Law & Order, como el detective Cyrus Lupo, sustituyendo a la detective Nina Cassady de Milena Govich como compañero de Ed Green de Jesse L. Martin. Sisto ya había aparecido en la serie, como abogado, en el final de la temporada anterior. Sisto permaneció en la serie durante las tres temporadas siguientes, y su personaje se convirtió en compañero del detective Kevin Bernard, interpretado por Anthony Anderson, después de que Martin abandonara la serie al final de la 18ª temporada. También en 2008, Sisto protagonizó la película Gardens of the Night y puso voz al personaje de Batman en la película de vídeo Liga de la Justicia: La nueva frontera. En 2009, interpretó a un sacerdote católico, junto a Kristin Chenoweth en el papel de una prostituta, en la película dramática independiente Into Temptation. Al año siguiente, protagonizó la producción del Manhattan Theatre Club de Spirit Control en el New York City Center, obteniendo excelentes críticas por su interpretación de Adam Wyatt.
De 2011 a 2014, Sisto protagonizó la serie de comedia de ABC Suburgatory, que se estrenó el 28 de septiembre de 2011. Interpretó el papel de George Altman, el padre divorciado del protagonista de la serie, durante tres temporadas, tras las cuales la serie fue cancelada. Sisto fue nominado al Critics' Choice Television Award 2013 al Mejor Actor en una Serie de Comedia por su interpretación de George. En 2011, protagonizó la película dramática Sironia, dirigida por Brandon Dickerson. En 2012, interpretó al sheriff Rowlings en la comedia dramática de ciencia ficción Robot & Frank, aclamada por la crítica. Al año siguiente, Sisto coprotagonizó Guy Karlsburg, junto a James Marsden y Claire Danes, en la comedia dramática As Cool as I Am.
En 2014, Sisto coescribió el guion de la película de comedia Break Point con Gene Hong. El 5 de junio de 2014, se anunció que Sisto se había unido al reparto del remake de Carlton Cuse de The Returned para el canal de cable A&E. La serie duró una temporada antes de ser cancelada por la cadena.  A continuación, puso voz a Talon en la película de animación directa a vídeo Batman vs. Robin. En 2015, Sisto produjo y protagonizó como Aaron Miller la película británica de suspense Hangman, que se estrenó en South by Southwest. Ese mismo año, se unió al reparto de la serie dramática policíaca de ABC Wicked City. Sisto interpretó al detective Jack Roth, un agente de la policía de Los Ángeles que busca a un asesino en serie en Sunset Strip. El papel fue interpretado originalmente por Adam Rothenberg, pero después de que se diera la fecha de estreno a la serie, se cambió el papel. La serie no fue bien recibida por la crítica y fue cancelada por ABC después de emitir sólo tres episodios debido a los bajos índices de audiencia.
A continuación, Sisto actuó junto a Archie Panjabi en el piloto dramático de ABC The Jury, pero el proyecto no fue seleccionado para la serie. De 2016 a 2018, Sisto interpretó a Freddy Green en la serie dramática de Antoine Fuqua Audience Network Ice, junto a Cam Gigandet y Donald Sutherland.Actualmente, Sisto interpreta al agente especial adjunto Jubal Valentine en la serie dramática de Dick Wolf FBI.
Desde abril de 2003 posee su propia productora, Dima Entertainment.
Estuvo casado con la actriz Marisa Ryan desde 1993 y hasta su divorcio en 2002. En 2009 se casó con Addie Lane, con la que tiene dos hijos.

## Filmografía

### Cine
| Año  | Título                                  | Personaje                | Notas                                                          |
| ---- | --------------------------------------- | ------------------------ | -------------------------------------------------------------- |
| 1991 | Grand Canyon                            | Roberto                  |                                                                |
| 1994 | The Crew                                | Timothy Grant            |                                                                |
| 1995 | Hideaway                                | Jeremy "Vassago" Nyebern |                                                                |
| 1995 | Clueless                                | Elton Tiscia             |                                                                |
| 1995 | Moonlight and Valentino                 | Steven                   |                                                                |
| 1996 | White Squall                            | Frank Beaumont           |                                                                |
| 1997 | Bongwater                               | Robert                   |                                                                |
| 1997 | Suicide Kings                           | T. K. Lawrence           |                                                                |
| 1997 | Three Women of Pain                     | Lance                    | Cortometraje También productor ejecutivo                       |
| 1997 | Oakland Underground                     | Líder de Nox Iluminata   |                                                                |
| 1998 | Some Girl                               | Chad                     |                                                                |
| 1998 | Without Limits                          | Frank Shorter            |                                                                |
| 1998 | Playing by Heart                        | Malcolm                  | No acreditado                                                  |
| 1999 | This Space Between Us                   | Alex Harty               |                                                                |
| 1999 | No Fear                                 | Sonny James              |                                                                |
| 1999 | The Bible Collection: Jesus             | Jesús                    |                                                                |
| 1999 | The Auteur Theory                       | Jules                    | Segmento: "The Crap Shoot of Life"                             |
| 1999 | Little Servant                          | Flamingo                 |                                                                |
| 2000 | Takedown                                | Lance Petersen           |                                                                |
| 2000 | Men Named Milo, Women Named Greta       | Deke Masters             | Cortometraje                                                   |
| 2001 | Don's Plum                              | Bernard                  |                                                                |
| 2001 | Angel Eyes                              | Larry Pogue, Sr.         |                                                                |
| 2001 | Dead Dog                                | Tom Braeburn             |                                                                |
| 2002 | May                                     | Adam Stubbs              |                                                                |
| 2002 | Showboy                                 | Él mismo/Actor           |                                                                |
| 2002 | Inside                                  | Daniel                   | Cortometraje                                                   |
| 2002 | Now You Know                            | Jeremy                   |                                                                |
| 2002 | Robbing "Hef"                           | Jackie                   |                                                                |
| 2003 | Thirteen                                | Brady                    |                                                                |
| 2003 | The Movie Hero                          | Blake Gardner            |                                                                |
| 2003 | Manfast                                 | Mica                     |                                                                |
| 2003 | Wrong Turn                              | Scott Korbee             |                                                                |
| 2003 | Something More                          | Luke                     | Cortometraje                                                   |
| 2004 | Paranoia 1.0                            | Simon J.                 | También coproductor                                            |
| 2004 | In Enemy Hands                          | Jason Abers              |                                                                |
| 2004 | Dead & Breakfast                        | Christian                |                                                                |
| 2004 | The Heart Is Deceitful Above All Things | Chester                  |                                                                |
| 2004 | Method                                  | Jake Fields              |                                                                |
| 2004 | Film Trix 2004                          | Él mismo                 | Cortometraje documental                                        |
| 2005 | The Nickel Children                     | El Doctor                |                                                                |
| 2005 | A Lot Like Love                         | Ben Miller               |                                                                |
| 2005 | The Aviary                              |                          | Agradecimientos especiales                                     |
| 2005 | In Memory of My Father                  | Jeremy                   |                                                                |
| 2005 | Clueless. Suck N' Blow - A Tutorial     | Él mismo                 | Cortometraje documental                                        |
| 2006 | Population 436                          | Steve Kady               | Directo a vídeo                                                |
| 2006 | The Thirst                              | Darius                   |                                                                |
| 2006 | Unknown                                 | Hombre esposado          |                                                                |
| 2006 | Broken                                  | Will                     |                                                                |
| 2007 | Waitress                                | Earl Hunterson           |                                                                |
| 2007 | Kidnapped: Ransom Notes                 | Él mismo                 | Cortometraje                                                   |
| 2007 | The War Prayer                          | El extraño               | Cortometraje                                                   |
| 2008 | Gardens of the Night                    | Jimmy                    |                                                                |
| 2008 | Justice League: The New Frontier        | Batman                   | Papel de voz                                                   |
| 2008 | A Cat's Tale                            | Squirrel                 | Papel de voz                                                   |
| 2009 | Rosencrantz and Guildenstern Are Undead | Detective Wimbly         |                                                                |
| 2009 | Into Temptation                         | Padre John Buerlein      |                                                                |
| 2010 | Asleep in the Park                      |                          | Productor, escritor, director, director de fotografía y editor |
| 2010 | Slippage                                |                          | Cortometraje Compositor                                        |
| 2011 | Hook, Line and Sinker                   | Gordon                   | Cortometraje También productor ejecutivo                       |
| 2011 | Sironia                                 | Tucker                   |                                                                |
| 2012 | Robot & Frank                           | Sheriff Rowlings         |                                                                |
| 2012 | Blow Me                                 | GoldenBoy                | Cortometraje                                                   |
| 2013 | Deep Dark Canyon                        |                          | Agradecimientos especiales                                     |
| 2013 | Kids Like You & Me                      |                          | Productor                                                      |
| 2013 | As Cool as I Am                         | Guy Karlsburg            |                                                                |
| 2014 | Break Point                             | Jimmy Price              | También escritor y productor                                   |
| 2015 | Batman vs. Robin                        | Talon                    | Papel de voz                                                   |
| 2015 | Hangman                                 | Aaron Miller             | También productor                                              |
| 2015 | H8RZ                                    | Mr. Faustin              |                                                                |
| 2016 | The Other Side of the Door              | Michael Harwood          |                                                                |
| 2016 | Love Is All You Need?                   | Mr. Thompson             |                                                                |
| 2016 | The Second Sound Barrier                | Roger Valour             | Cortometraje                                                   |
| 2016 | Girl Trip                               | Jonah                    | Cortometraje                                                   |
| 2016 | Girl Flu                                | Arlo                     |                                                                |
| 2017 | Star Citizen: Lost and Found            | Sam Doherty              | Cortometraje Papel de voz No acreditado                        |
| 2017 | Ferdinand                               | Padre de Ferdinand       | Papel de voz                                                   |
| 2019 | Frozen II                               | Rey Runeard              | Papel de voz                                                   |
| 2020 | In the Footsteps of Elephant            | Narrador                 | Documental                                                     |
| 2020 | Wichita                                 | Josh                     | Cortometraje                                                   |
| 2021 | Last Night in Rozzie                    | Joey Donovan             |                                                                |
| 2021 | Captain Tsunami's Army                  | Capitán Tsunami          |                                                                |

### Televisión
| Año       | Título                                                     | Personaje                                         | Notas                                                                                              |
| --------- | ---------------------------------------------------------- | ------------------------------------------------- | -------------------------------------------------------------------------------------------------- |
| 1992      | Sci-Fi Buzz                                                | Él mismo                                          | Episodio: "Stan Winston/Jeff Goldblum/Adrian Paul"                                                 |
| 1992      | Desperate Choices: To Save My Child                        | Josh Ryan                                         | Película para televisión                                                                           |
| 1994      | The Shaggy Dog                                             | Trey Miller                                       | |
| 1996      | Out of Order                                               |                                                   | Episodio: "Familiar Bonds"                                                                         |
| 1997      | Duckman                                                    | Bobby                                             | Papel de voz Episodio: "With Friends Like These"                                                   |
| 1997      | Rugrats                                                    | Larry                                             | Papel de voz Episodio: "Angelica Orders Out/Let It Snow"                                           |
| 1998      | Real Life                                                  | James Barrett III                                 | Episodio piloto no estrenado                                                                       |
| 1998      | The Day Lincoln Was Shot                                   | Frederick W. Seward                               | Película para televisión                                                                           |
| 1998–1999 | The Wild Thornberrys                                       | Anunciador de radio, D.J.                         | Papel de voz 2 episodios                                                                           |
| 1999      | The 60's                                                   | Kenny Klein                                       | Película para televisión                                                                           |
| 2001      | The Outer Limits                                           | Thomas                                            | Episodio: "A New Life"                                                                             |
| 2001–2005 | Six Feet Under                                             | Billy Chenowith                                   | Personaje principal 31 episodios                                                                   |
| 2003      | The 2003 IFP Independent Spirit Awards                     | Él mismo                                          | Documental especial                                                                                |
| 2003      | Julio César                                                | Julio César                                       | Película en 2 partes                                                                               |
| 2003      | The Twilight Zone                                          | Grady Finch                                       | Episodio: "The Executions of Grady Finch"                                                          |
| 2003      | The Late Late Show with Craig Kilborn                      | Él mismo                                          | Episodio: "25 June 2003"                                                                           |
| 2003      | Dawson's Creek                                             | Christopher                                       | Episodio: "All Good Things..."                                                                     |
| 2003-2004 | Ancient Egyptians                                          | Narrador                                          | 2 episodios                                                                                        |
| 2004      | Punk'd                                                     | Él mismo                                          | 1 episodio                                                                                         |
| 2004      | Celebrity Poker Showdown                                   | Él mismo                                          | Episodio: "Tournament 2, Game 3"                                                                   |
| 2005      | World Poker Tour                                           | Él mismo                                          | Episodio: "Hollywood Home Game VIII"                                                               |
| 2006–2015 | American Dad!                                              | Mitch                                             | Papel de voz 2 episodios                                                                           |
| 2006      | Nightmares & Dreamscapes: From the Stories of Stephen King | Willie Evans                                      | Episodio: "The Fifth Quarter"                                                                      |
| 2006–2007 | Kidnapped                                                  | Lucian Knapp                                      | Personaje principal 13 episodios                                                                   |
| 2007      | Numbers                                                    | AUSA Alvin Brickle                                | Episodio: "The Art of Reckoning"                                                                   |
| 2007      | The Morning Show with Mike and Juliet                      | Él mismo                                          | 1 episodio                                                                                         |
| 2007      | Law & Order                                                | Clint Glover                                      | Episodio: "The Family Hour"                                                                        |
| 2007      | Up Close with Carrie Keagan                                | Él mismo                                          | Episodio: "22 May 2007"                                                                            |
| 2007      | My Boys                                                    | Thorn                                             | 2 episodios                                                                                        |
| 2008–2010 | Law & Order                                                | Detective Cyrus Lupo                              | Personaje principal 63 episodios                                                                   |
| 2010      | Saturday Night Live                                        | Él mismo                                          | No acreditdo Episodio: "Zach Galifianakis/Vampire Weekend"                                         |
| 2010      | Fashion News Live                                          | Él mismo                                          | 1 episodio                                                                                         |
| 2010      | Spy Wars                                                   | Narrador                                          | |
| 2011–2014 | Suburgatory                                                | George Altman                                     | Personaje principal 57 episodios                                                                   |
| 2011-2021 | The Talk                                                   | Él mismo/Invitado                                 | 3 episodios                                                                                        |
| 2012      | The Wendy Williams Show                                    | Invitado                                          | 2 episodios                                                                                        |
| 2012      | Talk Stoop                                                 | Él mismo                                          | Episodio: "Faith"                                                                                  |
| 2012      | Watch What Happens Live with Andy Cohen                    | Invitado                                          | Episodio: "Donald Faison & Jeremy Sisto"                                                           |
| 2012      | Rachael Ray                                                | Él mismo                                          | Episodio: "Surprise Wedding"                                                                       |
| 2012-2013 | Big Morning Buzz Live                                      | Él mismo                                          | 2 episodios                                                                                        |
| 2012-2018 | Live with Kelly and Ryan                                   | Él mismo/Invitado                                 | 3 episodios                                                                                        |
| 2013      | Air Force One Is Down                                      | Fergus Markey                                     | Película en 2 partes                                                                               |
| 2013      | Toyota Pro/Celebrity Race                                  | Él mismo                                          | Cortometraje                                                                                       |
| 2013      | Hell's Kitchen                                             | Él mismo/Cliente en restaurante                   | Episodio: "7 Chefs Compete: Part 2"                                                                |
| 2013      | BlackBoxTV Presents                                        | Jonathan                                          | Episodio: "Inside"                                                                                 |
| 2013      | Hollywood Help                                             | Jeremy                                            | |
| 2014      | Home & Family                                              | Él mismo/Invitado                                 | Episodio: "Jeremy Sisto/Bonnie Somerville/Daniel Lissing & Erin Krakow                             |
| 2014      | The Queen Latifah Show                                     | Él mismo                                          | Episodio: "Queen Goes Head-to-Head with the Hilarious Rhea Perlman and Suburgatory's Jeremy Sisto" |
| 2015      | The Today Show                                             | Él mismo                                          | 2 episodios                                                                                        |
| 2015      | The Returned                                               | Peter Lattimore                                   | Personaje principal 10 episodios                                                                   |
| 2015      | Rent Control                                               | George                                            | Episodio: "George"                                                                                 |
| 2015      | CollegeHumor Originals                                     | Jeremy                                            | Episodio: "The Guy Who's Way Too Competitive (with Jeremy Sisto)"                                  |
| 2015      | Last Week Tonight with John Oliver                         | Policía                                           | Episodio: "Public Defenders"                                                                       |
| 2015      | American Music Awards 2015                                 | Él mismo                                          | Especial de televisión                                                                             |
| 2015      | Wicked City                                                | Detective Jack Roth                               | Personaje principal 8 episodios                                                                    |
| 2015-2016 | Made in Hollywood                                          | Él mismo                                          | 2 episodios                                                                                        |
| 2016      | The Jury                                                   | Dan                                               | Película para televisión                                                                           |
| 2016–2018 | Ice                                                        | Freddy Green                                      | Personaje principal 20 episodios                                                                   |
| 2017      | Celebrity Pages                                            | Él mismo                                          | 1 episodio                                                                                         |
| 2017      | Steve                                                      | Él mismo                                          | Episodio: "LL Cool J/Jeremy Sisto"                                                                 |
| 2017      | The Long Road Home                                         | Sargento Robert Miltenberger                      | Miniserie                                                                                          |
| 2017      | Heroes of the Long Road Home                               | Él mismo/Actor                                    | Película documental                                                                                |
| 2018–2023 | FBI                                                        | Jubal Valentine                                   | Personaje principal                                                                                |
| 2019      | Awokened                                                   | Dretti                                            | Película para televisión                                                                           |
| 2019      | Entertainment Tonight                                      | Él mismo/invitado/coanfitrión                     | 1 episodio                                                                                         |
| 2019      | Hollywood Insider                                          | Él mismo                                          | Episodio: "Reactions to premiere of Frozen 2"                                                      |
| 2020      | FBI: Most Wanted                                           | Asistente Especial Agente a cargo Jubal Valentine | Episodio: "Reveille"                                                                               |
| 2020      | Hollywood Game Night                                       | Él mismo/Jugador celebridad                       | Episodio: "7 Seconds of Kressley"                                                                  |
| 2020      | Robot Chicken                                              |                                                   | Papel de voz Episodio: "Buster Olive in: The Monkey Got Closer Overnight"                          |
| 2020      | To Tell the Truth                                          | Él mismo/Panelista                                | Episodio: "Yara Shahidi, Russell Peters, Michelle Buteau, Jeremy Sisto"                            |
| 2022      | Spellbound                                                 | Rey Humberjack                                    | |
| TBA       | Real Icon TV                                               | Él mismo/Invitado                                 | |

### Vídeo musical
| Año  | Título                                                   | Artista                       |
| ---- | -------------------------------------------------------- | ----------------------------- |
| 1984 | "We're Not Gonna Take It"                                | Twisted Sister                |
| 2007 | "Wake Up Call" (versión original y versión del director) | Maroon 5                      |
| 2012 | "Just Cuz"                                               | Él mismo (como Escape Tailor) |

### Banda sonora
| Título         | Artista         | Notas                  |
| -------------- | --------------- | ---------------------- |
| Six Feet Under | Daddy Sang Bass | Episodio: "Time Flies" |

### Material de archivo
| Año  | Título                | Personaje | Notas       |
| ---- | --------------------- | --------- | ----------- |
| 2015 | Entertainment Tonight | Él mismo  | 2 episodios |

## Teatro
| Año  | Título         | Personaje           | Lugar                              |
| ---- | -------------- | ------------------- | ---------------------------------- |
| 2004 | Take Me Out    | Shane Mungitt       | Geffen Playhouse, Los Ángeles      |
| 2006 | Festen         | Michael Klingenfelt | Music Box Theatre, Broadway        |
| 2010 | Spirit Control | Adam Wyatt          | New York City Center, Off-Broadway |

## Premios y nominaciones
| Año  | Ceremonia                              | Premio                                             | Trabajo nominado | Resultado |
| ---- | -------------------------------------- | -------------------------------------------------- | ---------------- | --------- |
| 2002 | Premios del Sindicato de Actores       | Elenco destacado en una serie de drama             | Six Feet Under   | Nominado  |
| 2003 | Dahlonega International Film Festival  | Premio del jurado a mejor actor en un largometraje | The Movie Hero   | Ganador   |
| 2003 | Cinequest Film Festival                | Premio especial del jurado por actuación Maverick  | The Movie Hero   | Ganador   |
| 2004 | Los Angeles Drama Critics Circle Award | Actuación destacada en una obra de teatro          | Take Me Out      | Nominado  |
| 2006 | Premios del Sindicato de Actores       | Elenco destacado en una serie de drama             | Six Feet Under   | Nominado  |
| 2009 | Newport Beach Film Festival            | Premio por logro                                   | Into Temptation  | Ganador   |
| 2013 | Premios de la Crítica Televisiva       | Mejor actor en serie de comedia                    | Suburgatory      | Nominado  |